# Zaragozská hra
Zaragozská hra (ECO A00) je nepravidelné šachové zahájení zavřených her. Charakterizuje ho tah
1. c3
Na mezinárodní úrovni se prakticky neobjevuje, neboť málo aktivním tahem 1. c3 bílý rezignuje na snahu získat výhodu ze zahájení. Často také přechází do jiných her.

## Historie
Poprvé se hrálo již v roce 1505 v partii Luis Ramirez Lucena-Quintana. Je pojmenováno po španělském městě Zaragoza. Zahájení se vyskytlo také v roce 1922 na tematicky laděném turnaji tří v Mannheimu, v němž hráči začínali tahem 1. c3. Zúčastnili se ho Siegbert Tarrasch, Paul Leonhardt a Jacques Mieses.

## Varianty
1. c3
- 1… c5
  - 2. e4 – Alapinova varianta sicilské obrany
  - 2. d4 – s vyrovnanou hrou – přechází do odmítnutého Benoni 1. d4 c5 2. c3
- 1…e5 2. d4 exd4
  - 3. Dxd4 bílý hraje skandinávskou obranu s obrácenými barvami a tahem c3 navíc, hra je v rovnováze
  - 3. cxd4 d5 s vyrovnanou hrou – hra přešla do pro černého výhodné varianty dámského gambitu 1. d4 d5 2. c4 e6 3. cxd5?! exd5
- 1… Jf6 2. d4 – hry dámským pěšcem
- 1… d5
  - 2. e4?! dxe4 3. Da4+ Jc6 4. Dxe4 Jf6 s lepší hrou černého
  - 2. d4 – hry dámským pěšcem